# Kütertor (Stralsund)
 (septembre 2021).
La Kütertor est l'une des dix anciennes portes de ville de la ville hanséatique de Stralsund en Allemagne. C'était l'une des cinq portes terrestres des fortifications de la ville de Stralsund. Seuls la Kütertor et la Kniepertor ont été conservées.

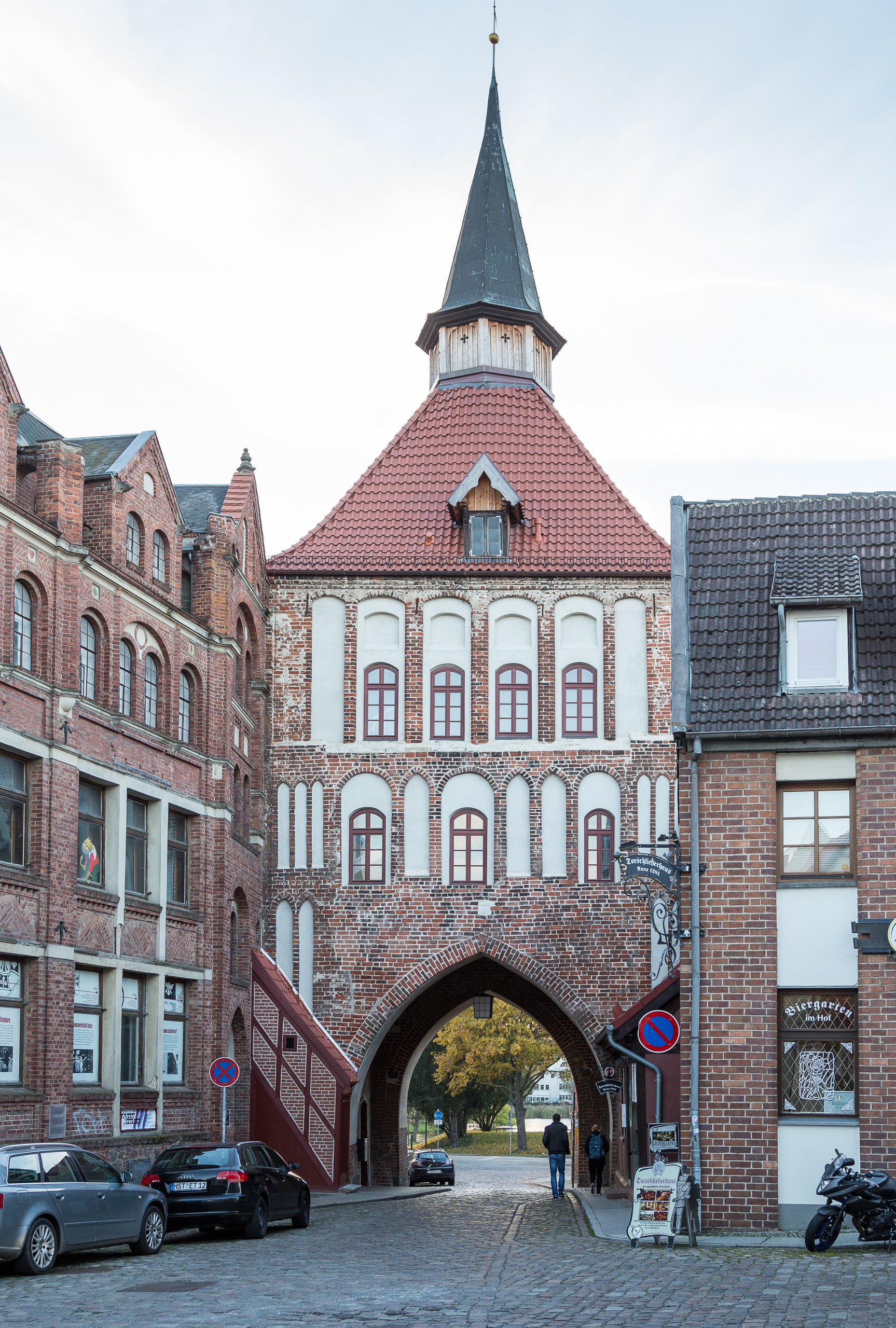
Côté ville

## Histoire
La porte, qui est située du côté terrestre de la ville sur le Strelasund, a été mentionnée pour la première fois dans un document en 1281  . À cette époque, il s'agissait d'une simple structure de tour dans le mur de la ville, à côté de laquelle un ferme-porte vivait dans une maison séparée. Il devait contrôler les charrettes entrant dans la ville et fermer la porte immédiatement dans l'obscurité ou lorsque le danger approchait.
En 1446, la Kütertor a été reconstruite en tenant compte de la structure existante. La maison de gardien a servi de prison jusqu'en 1862, après des travaux de rénovation elle a longtemps abrité des quartiers d'habitation. De 1963 à 2003, la Kütertor faisait partie d'une auberge de jeunesse et du château d'eau. Après cela, elle est restée vide pendant quelques années.
Dans les années 2012 à 2015, la Kütertor et les bâtiments attenants (y compris Wasserkunst, Mauerhaus, château d'eau et trois nouveaux bâtiments) ont été transformés en quartier résidentiel sous le nom d'Areal am Kütertor  . En juin 2013, les travaux étaient bien avancés, mais l'achèvement prévu pour la fin de l'année a été retardé. Les travaux se sont finalement poursuivis jusqu'au printemps 2015.
La Kütertor se trouve au cœur des vieilles villes historiques de Stralsund et Wismar, classées au patrimoine mondial de l'UNESCO. Elle est inscrite sur la liste des monuments architecturaux de Stralsund avec l'ensemble des fortifications de la ville sous le numéro 718.